# Gondrecourt-le-Château
Gondrecourt-le-Château é uma comuna francesa na região administrativa de Grande Leste, no departamento de Meuse. Estende-se por uma área de 51,33 km². Em 2010 a comuna tinha 1 095 habitantes (densidade: 21,3 hab./km²).